# 1982-es Formula–1 brazil nagydíj
A brazil nagydíj volt az 1982-es Formula–1 világbajnokság második futama.

## Futam
| Helyezés | #  | Versenyző          | Csapat/Motor    | Körök | Idő/Kiesés oka  | Rajthely | Pontszám |
| -------- | -- | ------------------ | --------------- | ----- | --------------- | -------- | -------- |
| 1        | 15 | Alain Prost        | Renault         | 63    | 1:44:33,134     | 1        | 9        |
| 2        | 7  | John Watson        | McLaren-Ford    | 63    | + 2,990         | 12       | 6        |
| 3        | 12 | Nigel Mansell      | Lotus-Ford      | 63    | + 36,859        | 14       | 4        |
| 4        | 3  | Michele Alboreto   | Tyrrell-Ford    | 63    | + 50,761        | 13       | 3        |
| 5        | 9  | Manfred Winkelhock | ATS-Ford        | 62    | + 1 kör         | 15       | 2        |
| 6        | 28 | Didier Pironi      | Ferrari         | 62    | + 1 kör         | 8        | 1        |
| 7        | 4  | Slim Borgudd       | Tyrrell-Ford    | 61    | + 2 kör         | 21       |          |
| 8        | 17 | Jochen Mass        | March-Ford      | 61    | + 2 kör         | 22       |          |
| 9        | 31 | Jean-Pierre Jarier | Osella-Ford     | 60    | + 3 kör         | 23       |          |
| 10       | 30 | Mauro Baldi        | Arrows-Ford     | 57    | + 6 kör         | 19       |          |
| Kizárva  | 1  | Nelson Piquet      | Brabham-Ford    | 63    | Kizárva         | 7        |          |
| Kizárva  | 6  | Keke Rosberg       | Williams-Ford   | 63    | Kizárva         | 3        |          |
| Kiesett  | 10 | Eliseo Salazar     | ATS-Ford        | 38    | Motorhiba       | 18       |          |
| Kiesett  | 20 | Chico Serra        | Fittipaldi-Ford | 36    | Felfüggesztés   | 25       |          |
| Kiesett  | 2  | Riccardo Patrese   | Brabham-Ford    | 34    | Fizikai állapot | 9        |          |
| Kiesett  | 27 | Gilles Villeneuve  | Ferrari         | 29    | Kicsúszás       | 2        |          |
| Kiesett  | 8  | Niki Lauda         | McLaren-Ford    | 22    | Ütközés         | 5        |          |
| Kiesett  | 16 | René Arnoux        | Renault         | 21    | Ütközés         | 4        |          |
| Kiesett  | 5  | Carlos Reutemann   | Williams-Ford   | 21    | Ütközés         | 6        |          |
| Kiesett  | 11 | Elio de Angelis    | Lotus-Ford      | 21    | Ütközés         | 11       |          |
| Kiesett  | 25 | Eddie Cheever      | Ligier-Matra    | 19    | Vízszivárgás    | 26       |          |
| Kiesett  | 23 | Bruno Giacomelli   | Alfa Romeo      | 16    | Kuplung         | 16       |          |
| Kiesett  | 26 | Jacques Laffite    | Ligier-Matra    | 15    | Alváz           | 24       |          |
| Kiesett  | 22 | Andrea de Cesaris  | Alfa Romeo      | 14    | Alváz           | 10       |          |
| Kiesett  | 33 | Derek Daly         | Theodore-Ford   | 12    | Kicsúszás       | 20       |          |
| Kiesett  | 18 | Raul Boesel        | March-Ford      | 11    | Kicsúszás       | 17       |          |
| NK       | 36 | Teo Fabi           | Toleman-Hart    |       |                 |          |          |
| NK       | 29 | Brian Henton       | Arrows-Ford     |       |                 |          |          |
| NK       | 35 | Derek Warwick      | Toleman-Hart    |       |                 |          |          |
| NK       | 14 | Roberto Guerrero   | Ensign-Ford     |       |                 |          |          |
| NK       | 32 | Riccardo Paletti   | Osella-Ford     |       |                 |          |          |

## A világbajnokság élmezőnyének állása a verseny után
| H  | Versenyzők       | Pont | H  | Konstruktőrök | Pont |
| -- | ---------------- | ---- | -- | ------------- | ---- |
| 1. | Alain Prost      | 18   | 1. | Renault       | 22   |
| 2. | John Watson      | 7    | 2. | McLaren-Ford  | 10   |
| 3. | Carlos Reutemann | 6    | 3. | Williams-Ford | 8    |
| 4. | René Arnoux      | 4    | 4. | Lotus-Ford    | 4    |
| 5. | Nigel Mansell    | 4    | 5. | Tyrrell-Ford  | 3    |
| 6. | Niki Lauda       | 3    | 6. | ATS-Ford      | 2    |

## Statisztikák
Vezető helyen:
- Gilles Villeneuve: 29 (1-29)
- Nelson Piquet: 34 (30-63)

Alain Prost 5. győzelme, 3. pole-pozíciója, 3. leggyorsabb köre, 1. mesterhármasa (gy, pp, lk)
- Renault 4. győzelme.

Carlos Reutemann 146. és egyben utolsó versenye.